# Elaphoglossum sieberi
Elaphoglossum sieberi là một loài thực vật có mạch trong họ Lomariopsidaceae. Loài này được (Hook. & Grev.) T. Moore mô tả khoa học đầu tiên năm 1857.